# 훙톈밍
훙톈밍(중국어: 洪天明, 1974년 7월 1일 ~ )은 홍콩의 배우이다.

## 작품 목록
- 삼인행: 생존게임
- 풍운대전
- 화이트 스톰 3 - 조니 역